# Leanid Radkiewicz
Leanid Iwanawicz Radkiewicz (biał. Леанід Іванавіч Радкевіч, ros. Леонид Иванович Радкевич, Leonid Iwanowicz Radkiewicz) – białoruski polityk, deputowany do Rady Najwyższej Republiki Białorusi XIII kadencji.

## Życiorys
W 1995 roku mieszkał w Mińsku, pełnił funkcję przewodniczącego Frunzienskiej Rejonowej Rady Deputowanych miasta Mińska. W drugiej turze uzupełniających wyborów parlamentarnych 10 grudnia 1995 roku został wybrany na deputowanego do Rady Najwyższej Republiki Białorusi XIII kadencji z alszeuskiego okręgu wyborczego nr 254 miasta Mińska. 19 grudnia 1995 roku został zarejestrowany przez centralną komisję wyborczą, a 9 stycznia 1996 roku zaprzysiężony na deputowanego. Był bezpartyjny, nie należał do żadnej z frakcji parlamentarnych. Od 3 czerwca był członkiem grupy roboczej Rady Najwyższej ds. współpracy z parlamentem Republiki Łotewskiej. 27 listopada 1996 roku, po dokonanej przez prezydenta Alaksandra Łukaszenkę kontrowersyjnej i częściowo nieuznanej międzynarodowo zmianie konstytucji, nie wszedł w skład utworzonej przez niego Izby Reprezentantów Zgromadzenia Narodowego Republiki Białorusi I kadencji. Zgodnie z Konstytucją Białorusi z 1994 roku jego mandat deputowanego do Rady Najwyższej zakończył się 9 stycznia 2001 roku; kolejne wybory do tego organu jednak nigdy się nie odbyły.